# Kalafina
Kalafina war eine japanische Band, die 2007 von der Komponistin Yuki Kajiura gegründet wurde und zu dem Plattenlabel Sacra Music (einem Tochterunternehmen von Sony Music Entertainment Japan) gehörte. Sie wurde hauptsächlich durch die Titelmusik der Filmreihe zur Romanreihe Kara no Kyōkai – the Garden of sinners bekannt. Größere Aufmerksamkeit, auch außerhalb Japans, erhielt sie für ihre Lieder zu den beliebten Anime Puella Magi Madoka Magica und Fate/Zero. Ihre Musik ist dem Genre des J-Pop zuzuordnen und zeichnete sich durch mehrstimmige Interpretation aus.

## Mitglieder

### Gesang
- Wakana Ootaki (jap. 大滝若菜, * 10. Dezember 1984), sie ist Teil des FictionJunction Projekts und wird dort als FictionJunction WAKANA bezeichnet. Seit August 2018 ist sie als Solo-Künstlerin aktiv und veröffentlichte im März 2019 ihr erstes Soloalbum.[2]
- Keiko Kubota (jap. 窪田啓子, * 5. Dezember 1985), auch sie ist ein Mitglied von FictionJunction und wird dort als FictionJunction KEIKO bezeichnet.
- Hikaru Masai (jap. 政井光, * 2. Juli 1987). Nach dem Ende von Kalafina sang sie als Solo-Künstlerin unter dem Namen H-el-ical// u. a. den Titelsong zum Anime Gleipnir.

### Komposition
- Yuki Kajiura (jap. 梶浦 由記, * 6. August 1965), Gründerin und langjährige Komponistin der Band.

### Ehemalige
- Maya Toyoshima (jap. 豊島摩耶) verließ die Gruppe 2009.

## Gründung
Gegründet wurde die Band bereits im Jahr 2007, ihr Debüt gab sie jedoch erst im Januar 2008 bekannt. Zu dem Zeitpunkt stand lediglich Yuki Kajiura als Mitglied fest. Auf der Dream Port 2008 am 29. April 2008 wurden die Namen von zwei weiteren Mitgliedern, Wakana Ōtaki und Keiko Kubota, aus dem ebenfalls von Yuki Kajiura initiierten Projekt FictionJunction, bekannt. Im Mai 2008 stießen zwei weitere Sängerinnen hinzu: Maya und Hikaru, die aus einem Wettbewerb mit 30.000 Teilnehmern ausgewählt wurden, der von SME Japan veranstaltet wurde.

## Auflösung
Am 21. Februar 2018 gab die langjährige Komponistin der Band, Yuki Kajiura, bekannt, dass sie ihre Agentur Space Craft Produce und damit die Band verlässt. In der Folge kamen Gerüchte auf, dass die Gruppe sich ohne ihre Komponistin im Frühjahr 2018 auflösen würde. Die verantwortliche Agentur ließ jedoch im März 2018 verlauten, dass ein Mitglied die Band verlassen möchte und die beiden übrigen Mitglieder weiterhin für die Agentur arbeiten werden. Am 13. April 2018 wurde eine Nachricht von Keiko Kubota auf dem Kalafina Lineblog veröffentlicht, in der sie bekannt gab, dass sie die Band zum 1. April 2018 verlassen hätte. Wie sie Anfang November 2018 per Nachricht mitteilen ließ, verließ auch Hikaru Masai die Band am 20. Oktober 2018. Schließlich gab die Space Craft Produce Agentur am 13. März 2019 offiziell bekannt, dass Kalafina trotz intensiver Bemühungen für eine neue Zusammenarbeit aufgelöst wurde.

## Diskografie

### Alben
| Jahr | Titel | Höchstplatzierung, Gesamtwochen, AuszeichnungChartsChartplatzierungen (Jahr, Titel, Platzierungen, Wochen, Auszeichnungen, Anmerkungen) | Anmerkungen                                        |
| Jahr | Titel | JP | Anmerkungen                                        |
| ---- | --- | --- | -------------------------------------------------- |
| 2008 | Re/oblivious | JP37 (6 Wo.)JP | Erstveröffentlichung: 23. April 2008 EP            |
| 2009 | Seventh Heaven                                                                                                  | JP8 (19 Wo.)JP | Erstveröffentlichung: 4. März 2009                 |
| 2010 | Red Moon | JP5 (9 Wo.)JP | Erstveröffentlichung: 17. März 2010                |
| 2011 | After Eden | JP3 (11 Wo.)JP | Erstveröffentlichung: 21. September 2011           |
| 2013 | Kalafina 5th Anniversary Live Selection 2009–2012                                                               | JP11 (4 Wo.)JP | Erstveröffentlichung: 23. Januar 2013 Livealbum    |
| 2013 | Consolation | JP3 (15 Wo.)JP | Erstveröffentlichung: 20. März 2013                |
| 2014 | THE BEST “Blue”                                                                                                 | JP3 (50 Wo.)JP | Erstveröffentlichung: 16. Juli 2014 Kompilation    |
| 2014 | THE BEST “Red”                                                                                                  | JP4 (29 Wo.)JP | Erstveröffentlichung: 16. Juli 2014 Kompilation    |
| 2015 | Far on the Water                                                                                                | JP2 (21 Wo.)JP | Erstveröffentlichung: 16. September 2015           |
| 2016 | Kalafina 8th Anniversary Special products The Live Album「Kalafina Live Tour 2014」at 東京国際フォーラムホールA | JP14 (4 Wo.)JP | Erstveröffentlichung: 20. Januar 2016 Livealbum    |
| 2016 | Winter Acoustic “Kalafina with Strings”                                                                         | JP15 (6 Wo.)JP | Erstveröffentlichung: 16. November 2016            |
| 2018 | Kalafina All Time Best 2008–2018                                                                                | JP6 (12 Wo.)JP | Erstveröffentlichung: 24. Oktober 2018 Kompilation |

### Singles
| Jahr | Titel Album                                                                                       | Höchstplatzierung, Gesamtwochen, AuszeichnungChartsChartplatzierungen (Jahr, Titel, Album, Platzierungen, Wochen, Auszeichnungen, Anmerkungen) | Anmerkungen |
| Jahr | Titel Album                                                                                       | JP | Anmerkungen |
| ---- | ------------------------------------------------------------------------------------------------- | --- | --- |
| 2008 | Oblivious Seventh Heaven                                                                          | JP8 (24 Wo.)JP | Erstveröffentlichung: 23. Januar 2008 Die Debüt-Single der Band mit drei Titeln, oblivious, Kimi ga Hikari ni Kaete Iku (君が光に変えて行く) und Kizuato (傷跡) wurden im Film Fukan Fūkei und auch stellenweise im Hintergrund weiterer Filme der Reihe verwendet. Gesungen wurden sie von Keiko Kubota und Wakana Ōtaki. Die Single erreichte 38.695 CD-Verkäufe.                                                                               |
| 2008 | Sprinter / Aria Seventh Heaven                                                                    | JP10 (8 Wo.)JP | Erstveröffentlichung: 30. Juli 2008 Auf dieser Single sind zum ersten Mal die neueren Bandmitglieder Maya und Hikaru zu hören. Während der erste Titel Sprinter im fünften Kapitel der Filmreihe Mujun Rasen verwendet wurde, wurde der zweite Titel ARIA bereits im vierten Kapitel Garan no Dō verwendet. Als B-Seite war auf der Single der Titel oblivious in einer instrumentalen Fassung enthalten. Es wurden 23.309 CDs verkauft.          |
| 2008 | Fairytale Seventh Heaven                                                                          | JP9 (6 Wo.)JP | Erstveröffentlichung: 24. Dezember 2008 Die dritte Single wurde von Wakana Ootaki, Keiko Kubota und Hikaru gesungen. Der erste Titel fairytale wurde als Titelmelodie im sechsten Kapitel Bōkyaku Rokuon verwendet. Der zweite Titel serenato kommt als erster Titel einer Single von Kalafina nicht innerhalb der Filmreihe vor. Auf der B-Seite ist eine instrumentale Version von sprinter enthalten. Die Single erreichte 17.806 CD-Verkäufe. |
| 2009 | Lacrimosa Red Moon                                                                                | JP14 (7 Wo.)JP | Erstveröffentlichung: 4. März 2009 Diese Single wurde nicht im Zusammenhang mit Kara no Kyōkai – the Garden of sinners produziert und wurde als Abspann der Anime-Fernsehserie Kuroshitsuji verwendet. |
| 2009 | Storia Red Moon                                                                                   | JP15 Gold (Digital) · (4 Wo.)JP | Erstveröffentlichung: 1. Juli 2009 Storia ist die erste Single, welche nicht für einen Anime geschrieben wurde, sondern für das NHK (Japan Broadcasting Corporation)-Programm Rekishi Hiwa Historia. |
| 2009 | Progressive Red Moon                                                                              | JP14 (3 Wo.)JP | Erstveröffentlichung: 28. Oktober 2009 |
| 2010 | Hikari no Senritsu (光の旋律) Melodie des Lichtes Red Moon                                        | JP7 (11 Wo.)JP | Erstveröffentlichung: 20. Januar 2010 Hikari no Senritsu wurde als Titelmusik für den Anime Sora no Woto verwendet. |
| 2010 | Kagayaku Sora no Shijima ni wa (輝く空の静寂には) Die Stille eines scheinenden Himmels After Eden | JP14 (5 Wo.)JP | Erstveröffentlichung: 15. September 2010 Der gleichnamige Titel wurde als Abspann der zweiten Kuroshitsuji-Staffel verwendet. |
| 2011 | Magia After Eden                                                                                  | JP7 Gold (Digital) · (21 Wo.)JP | Erstveröffentlichung: 16. Februar 2011 Magia wurde als Abspannmelodie sowie mehrfach als Kampfmelodie für den Anime Puella Magi Madoka Magica verwendet. Die Single ist mit bisher 40.761 Verkäufen die meistverkaufte Kalafina-Single. |
| 2012 | To the Beginning Consolation                                                                      | JP11 Gold (Digital) · (17 Wo.)JP | Erstveröffentlichung: 18. April 2012 To the Beginning wurde als Titelmusik für die zweite Staffel des Anime Fate/Zero verwendet. |
| 2012 | Moonfesta (～ムーンフェスタ～) Mondfestival Consolation                                           | JP11 (4 Wo.)JP | Erstveröffentlichung: 18. Juli 2012 Moonfesta wurde als Titelmusik für die TV-Show Minna no Uta verwendet. |
| 2012 | Hikari Furu (ひかりふる) Licht fällt Consolation                                                  | JP4 (16 Wo.)JP | Erstveröffentlichung: 24. Oktober 2012 Hikari Furu wurde als Titelmusik im zweiten Film Eternal der Anime-Film Reihe Puella Magi Madoka Magica: The Movie verwendet. |
| 2013 | Alleluia (アレルヤ) Halleluja –                                                                   | JP10 (7 Wo.)JP | Erstveröffentlichung: 2. Oktober 2013 Alleluia wurde als Titelmusik im Anime-Film Kara no Kyoukai: Mirai Fukuin verwendet. |
| 2013 | Kimi no Gin no Niwa (君の銀の庭) Dein Silbergarten –                                              | JP4 Gold (Digital) · (16 Wo.)JP | Erstveröffentlichung: 6. November 2013 Kimi no Gin no Niwa wurde als Abspannmusik im dritten Film Rebellion der Anime-Film Reihe Puella Magi Madoka Magica: The Movie verwendet. |
| 2014 | Heavenly Blue Far on the Water                                                                    | JP15 Gold (Digital) · (12 Wo.)JP | Erstveröffentlichung: 6. August 2014 Heavenly Blue wurde in der ersten Staffel des Anime Aldnoah.Zero als Titelsong verwendet. |
| 2014 | Believe Far on the Water                                                                          | JP10 (10 Wo.)JP | Erstveröffentlichung: 19. November 2014 Believe wurde im Abspann der Folgen der ersten Staffel des Anime Fate/stay night: Unlimited Blade Works verwendet. |
| 2015 | Ring Your Bell Far on the Water                                                                   | JP8 (10 Wo.)JP | Erstveröffentlichung: 13. Mai 2015 Ring your bell wurde im Abspann der Folgen der zweiten Staffel des Anime Fate/stay night: Unlimited Blade Works verwendet. |
| 2015 | One Light Far on the Water                                                                        | JP10 (8 Wo.)JP | Erstveröffentlichung: 12. August 2015 One Light wurde im Anime Arslan Senki verwendet. |
| 2016 | Alcira no Hoshi (アルシラの星) Stern von Alzira –                                                 | — | Erstveröffentlichung: 16. März 2016 Alicra no Hoshi entstand in Kooperation mit dem japanischen Sänger und Songwriter Shinji Tanimura. |
| 2016 | Blaze –                                                                                           | JP10 (6 Wo.)JP | Erstveröffentlichung: 10. August 2016 Blaze wurde in der zweiten Staffel des Anime Arslan Senki verwendet. |
| 2017 | Into the World / Märchen (メルヒェン Meruhien) –                                                  | JP9 (7 Wo.)JP | Erstveröffentlichung: 5. April 2017 Into the World wurde in der dokumentarischen TV-Serie Rekishi Hiwa Historia, Märchen im Abspann des Anime Zaregoto verwendet. |
| 2017 | Hyakka Ryouran (百火撩乱) Der Aufstand von hundert Flammen –                                      | JP9 (10 Wo.)JP | Erstveröffentlichung: 9. August 2017 Hyakka Ryouran wurde als Abspann-Song im Anime Katsugeki/Touken Ranbu verwendet. |